# Закордонні візити Президента України Володимира Зеленського

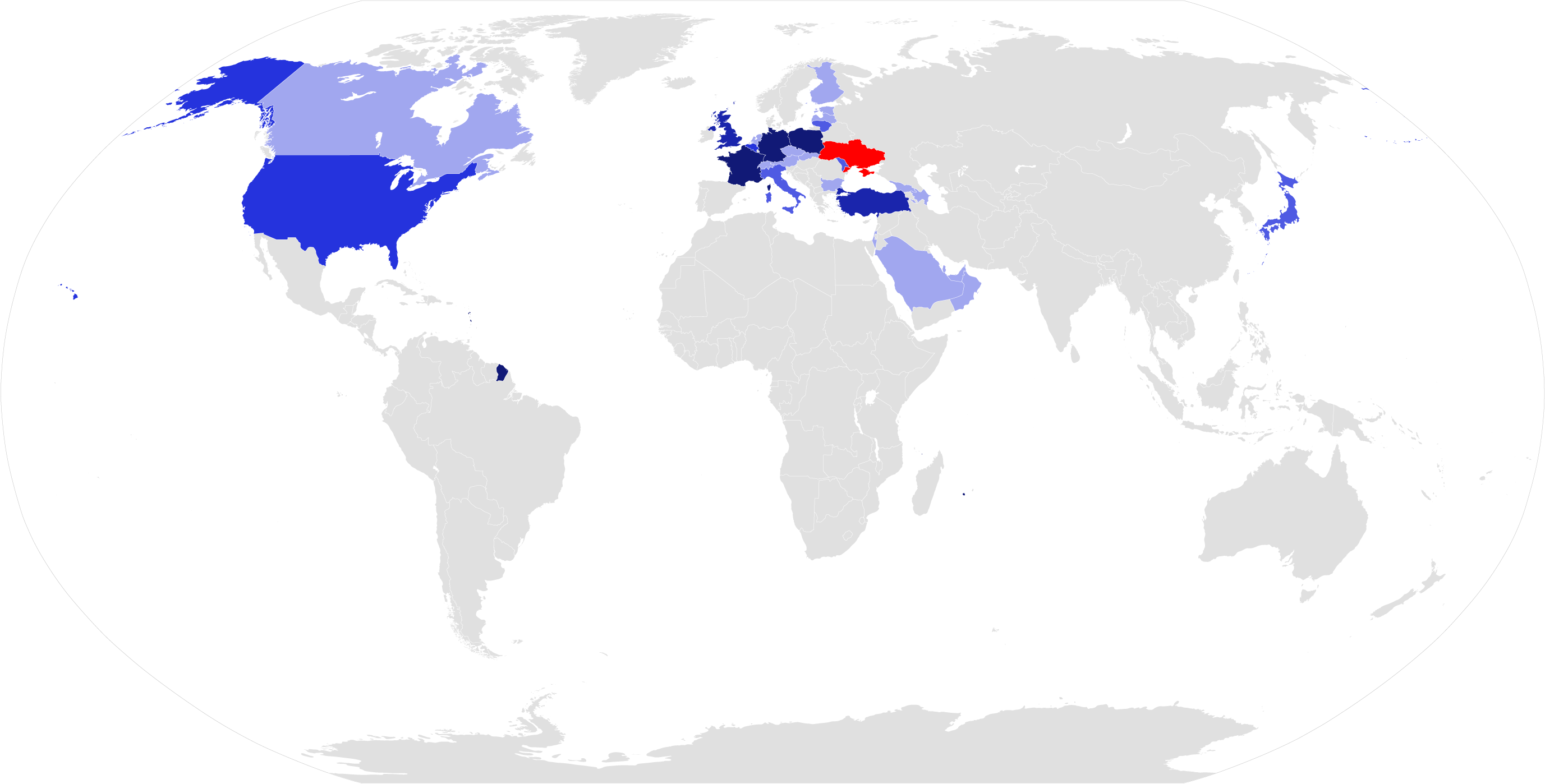
Мапа міжнародних візитів Володимира Зеленського

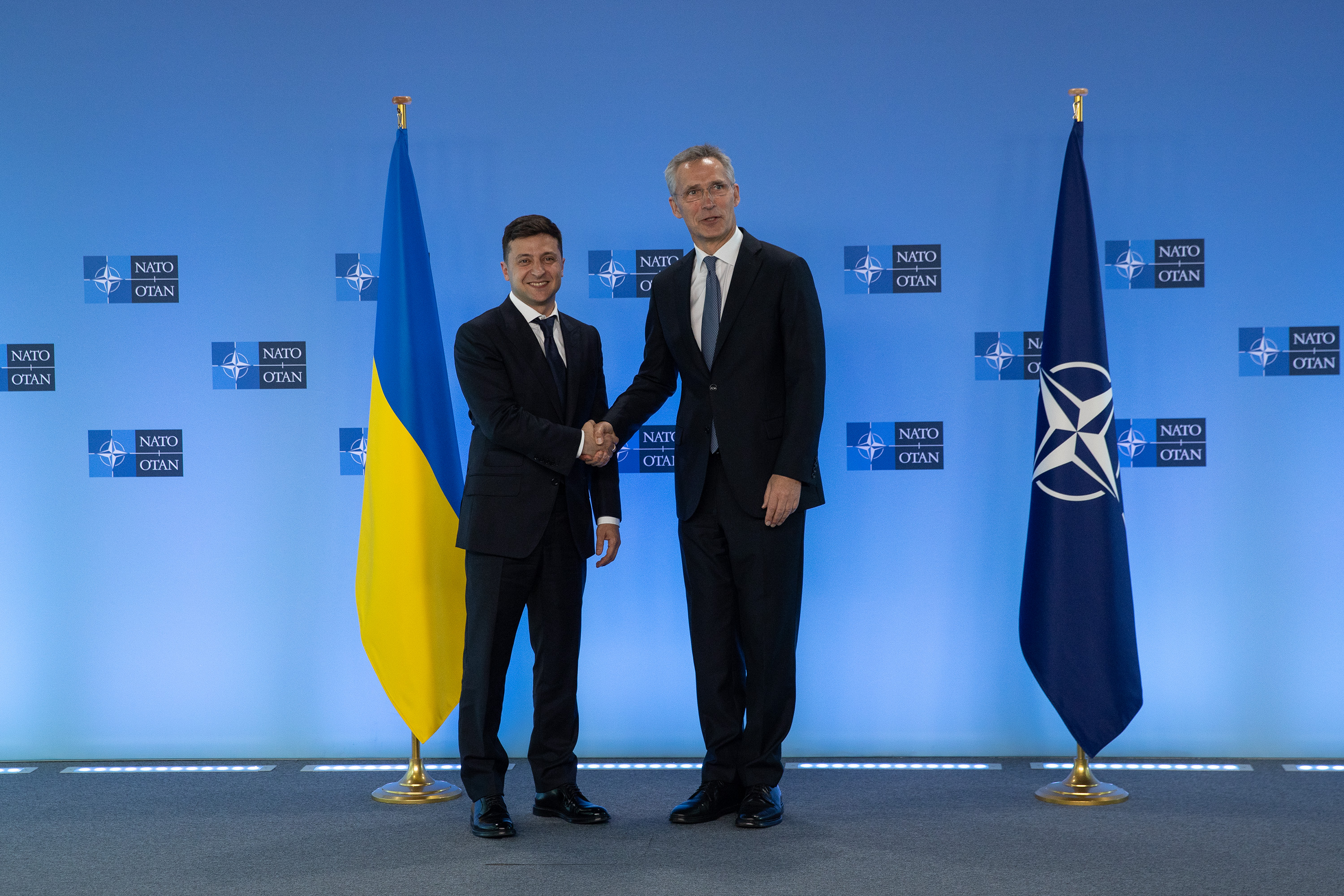
Зеленський у Брюсселі

Список міжнародних візитів Президента України Володимира Зеленського містить перелік усіх його офіційних поїздок за кордон під час його президентства з 20 травня 2019 року.
Кількість офіційних візитів по країнах:
- По одному візиту до Азербайджану, Оману, ОАЕ, Ізраїлю, Грузії, Аргентини, Болгарії, Данії, Греції, Румунії, Кабо-Верде, Норвегії, Португалії, Сінгапуру, Філіппін, Хорватії, Ісландії, Сингапуру, Угорщини, Чорногорії та ПАРу.
- По два візити до Албанії, Австрії, Японії, Молдови, Словаччини, Естонії, Латвії, Ірландії, Іспанії, Молдови, Норвегії, Фінляндії, Чехії, Швеції та Катару.
- По три візити до Канади та Нідерландів.
- По чотири візити до Саудівської Аравії та Швейцарії.
- П'ять візитів до Ватикану.
- Шість візитів до Литви.
- По вісім візитів до Бельгії, Великої Британії, Туреччини та Італії.
- Дев'ять візитів до США.
- По десять візитів до Польщі та Франції.
- Одиннадцать: до Німеччини

## 2019
| Країна      | Місце     | Дати          | Інформація |
| ----------- | --------- | ------------- | --- |
| Бельгія     | Брюссель  | 4—5 червня    | Зеленський зустрівся з Генеральним секретарем НАТО Єнсом Столтенбергом, Віце-президентом Єврокомісії Валдісом Домбровскісом, Президентом Польщі Анджеєм Дудою, Президентом Єврокомісії Жаном-Клодом Юнкером, Високим представником ЄС із закордонних справ і безпекової політики Федерікою Могеріні та Президентом Європейської Ради Дональдом Туском. |
| Франція     | Париж     | 17 червня     | Зеленський відвідав найбільший Європейський стартап-інкубатор Station. |
| Німеччина   | Берлін    | 18 червня     | У Берліні Зеленський зустрівся з канцлером Німеччини Ангелею Меркель та окреслив «червоні лінії» у війні на Донбасі. |
| Канада      | Торонто   | 1—3 липня     | Українсько-канадські відносини |
| Туреччина   | Анкара    | 7—8 серпня    | Українсько-турецькі відносини |
| Польща      | Варшава   | 1 вересня     | Українсько-польські відносини |
| США         | Вашингтон | 23—26 вересня | Зеленський виступив на Генасамблеї ООН, провести зустрічі з президентами, в тому числі з Дональдом Трампом. |
| Латвія      | Рига      | 16 жовтня     | Українсько-латвійські відносини |
| Японія      | Токіо     | 21—24 жовтня  | Президента було запрошено на інтронізацію Імператора Нарухіто |
| Естонія     | Таллінн   | 26 листопада  | Українсько-естонські відносини |
| Литва       | Вільнюс   | 27 листопада  | Українсько-литовські відносини |
| Франція     | Париж     | 9 грудня      | Нормандський формат |
| Азербайджан | Баку      | 16—17 грудня  | Українсько-азербайджанські відносини |

## 2020
| Країна          | Місце      | Дати          | Інформація                         |
| --------------- | ---------- | ------------- | ---------------------------------- |
| Оман            | Маскат     | 5—6 січня     | Українсько-оманські відносини      |
| Швейцарія       | Давос      | 22 січня      | Всесвітній економічний форум       |
| Ізраїль         | Єрусалим   | 23—24 січня   | Всесвітній форум пам'яті Голокосту |
| Польща          | Освенцим   | 26—27 січня   | Українсько-польські відносини      |
| Італія          | Рим        | 7 лютого      | Українсько-італійські відносини    |
| Ватикан         | Ватикан    | 8 лютого      | Українсько-ватиканські відносини   |
| Німеччина       | Мюнхен     | 14—15 лютого  | Мюнхенська конференція з безпеки   |
| Австрія         | Відень     | 15—16 вересня | Українсько-австрійські відносини   |
| Словаччина      | Братислава | 24 вересня    | Українсько-словацькі відносини     |
| Бельгія         | Брюссель   | 6 жовтня      | Саміт Україна-ЄС                   |
| Велика Британія | Лондон     | 7—8 жовтня    | Українсько-британські відносини    |
| Туреччина       | Стамбул    | 16 жовтня     | Українсько-турецькі відносини      |

## 2021
| Країна          | Місце                    | Дати          | Інформація                                                               |
| --------------- | ------------------------ | ------------- | ------------------------------------------------------------------------ |
| ОАЕ             | Абу-Дабі                 | 14—15 лютого  | Українсько-еміратські відносини                                          |
| Катар           | Доха                     | 5 квітня      | Українсько-катарські відносини                                           |
| Туреччина       | Стамбул                  | 10 квітня     | Українсько-турецькі відносини                                            |
| Франція         | Париж                    | 16 квітня     | Українсько-французькі відносини                                          |
| Польща          | Варшава                  | 3 травня      | Українсько-польські відносини                                            |
| Литва           | Вільнюс                  | 6—7 липня     | Українсько-литовські відносини                                           |
| Німеччина       | Берлін                   | 11—12 липня   | Українсько-німецькі відносини                                            |
| Грузія          | Батумі                   | 19 липня      | Українсько-грузинські відносини                                          |
| Молдова         | Кишинів                  | 27 серпня     | Українсько-молдовські відносини                                          |
| США             | Вашингтон, Сан-Франциско | 1 вересня     | Українсько-американські відносини                                        |
| США             | Нью-Йорк                 | 21—24 вересня | Участь у Генеральній Асамблеї ООН.                                       |
| Велика Британія | Глазго                   | 1 листопада   | Участь Президента України у Конференції ООН з питань зміни клімату COP26 |
| Бельгія         | Брюссель                 | 15 грудня     | Участь Президента України в шостому саміті Східного партнерства          |

## 2022
| Країна    | Місце     | Дати      | Інформація |
| --------- | --------- | --------- | --- |
| Польща    | Варшава   | 20 січня  | Українсько-польські відносини |
| Німеччина | Мюнхен    | 19 лютого | Був присутнім на Мюнхенській конференції з безпеки та зустрівся з віцепрезиденткою США Камалою Гарріс. |
| США       | Вашингтон | 21 грудня | Українсько-американські відносини. Перша міжнародна подорож Президента України з початку російського вторгнення в Україну. Зустріч з Президентом США Джо Байденом та виступ Володимира Зеленського на спільному засіданні Конгресу. |
| Польща    | Ряшів     | 22 грудня | Українсько-польські відносини |

## 2023
| Країна            | Місце               | Дати          | Інформація |
| ----------------- | ------------------- | ------------- | --- |
| Велика Британія   | Лондон              | 8 лютого      | Другий міжнародний візит Президента України з початку російського вторгнення в Україну. Зеленський зустрівся з прем'єр-міністром Великої Британії Ріші Сунаком, виступив перед парламентом Великої Британії, отримав аудієнцію у короля Чарльза III, відвідав українські війська, які проходять навчання в країні.                                                                    |
| Франція           | Париж               | 8 лютого      | Неоголошений візит для зустрічі з президентом Франції Емманюелем Макроном та канцлером Німеччини Олафом Шольцем у Єлисейському палаці. |
| Бельгія           | Брюссель            | 9 лютого      | Володимир Зеленський взяв участь у саміті лідерів ЄС та виступив перед Європейським парламентом. |
| Польща            | Ряшів               | 9 лютого      | Зустріч у польському Жешуві з президентом Анджеєм Дудою. |
| Польща            | Варшава             | 5 квітня      | У рамках візиту Зеленський зустрівся з президентом Польщі Анджеєм Дудою, прем'єр-міністром Матеушем Моравецьким і польськими міністрами, а також виступить зі зверненням до поляків і українських біженців у Польщі. Під час двосторонньої зустрічі Анджей Дуда вручив Володимиру Зеленському найвищу державну нагороду Польщі — орден Білого Орла.                                   |
| Фінляндія         | Гельсінкі           | 3 травня      | У рамках візиту Зеленський зустрівся із фінським колегою Саулі Нііністьо, прем'єр-міністеркою Санною Марін та спікером парламенту, наступним прем'єр-міністром Петтері Орпо, а також із прем'єр-міністром Швеції Ульфом Крістерссоном, прем'єр-міністром Норвегії Йонасом Гар Стьоре, прем'єр-міністеркою Данії Метте Фредеріксен та прем'єр-міністеркою Ісландії Катрин Якобсдоттір. |
| Нідерланди        | Гаага               | 4 травня      | Володимир Зеленський зустрівся зі спікерами парламенту, відвідає Міжнародний кримінальний суд, також зустрінеться окремо із прем'єр-міністром Нідерландів Марком Рютте та у тристоронньому форматі разом із прем'єр-міністром Бельгії Александером де Кроо. Також буде аудієнція у короля Віллєма-Олександра і візит на базу військово-повітряних сил Нідерландів.                    |
| Італія            | Рим                 | 13 травня     | Зустрічі лідера України з Президентом Італії Серджо Маттареллою, Премʼєр-міністром Джорджею Мелоні. |
| Ватикан           | Ватикан             | 13 травня     | Зустріч з Папою Римським Франциском. |
| Німеччина         | Берлін Аахен        | 14 травня     | Зустріч з Президентом Німеччини Франком-Вальтером Штайнмаєром, Канцлером Німеччини Олафом Шольцем та урядовцями, після Берліну українська делегація відвідала Аахен, де Президенту Зеленському була вручена міжнародна премія імені Карла Великого. |
| Франція           | Париж               | 14 травня     | Зустріч з президентом Франції Емманюелем Макроном. |
| Велика Британія   | Лондон              | 15 травня     | Зустріч з прем'єр-міністром Великої Британії Ріші Сунаком. |
| Саудівська Аравія | Джидда              | 19 травня     | Президент Зеленський виступив на саміті Ліги арабських держав, зустрівся зі Спадкоємним принцом Мухаммадом бін Салманом аль-Саудом та провів інші двосторонні переговори. |
| Японія            | Хіросіма            | 20—21 травня  | Участь у саміті G7. |
| Молдова           | Булбоака            | 1 червня      | Участь у саміті Європейської політичної спільноти. |
| Болгарія          | Софія               | 6 липня       | Зустріч Президента України з Президентом Руменом Радевим, прем'єр-міністром Ніколаєм Денковим, віце-прем’єр-міністеркою Марією Габрієл, іншими урядовцями, парламентарями, політиками та журналістами. |
| Чехія             | Прага               | 6—7 липня     | Зустріч лідера України з Президентом Петром Павелом, прем'єр-міністром Петром Фіалою, Головами Сенату та Палати депутатів парламенту Мілошем Вистрчілом та Маркетою Пекаровою. |
| Словаччина        | Братислава          | 7 липня       | Зустрічі з Президентом Зузаною Чапутовою, премʼєр-міністром Людовітом Одором, Головою Національної Ради Борисом Колларом. |
| Туреччина         | Стамбул             | 7 липня       | Зустріч Володимира Зеленського з Президентом Туреччини Реджеп Тайїп Ердоганом. |
| Литва             | Вільнюс             | 11—12 липня   | Участь у саміті НАТО. |
| Швеція            | Стокгольм           | 19 серпня     | Робочий візит разом із першою леді. Зустрічі з Премʼєр-міністром Ульфом Крістерссоном, Королем Карлом XVI, Королевою Сільвією, Спікером Андреасом Норленом та головами парламентських партій. |
| Нідерланди        | Ейндговен           | 20 серпня     | Володимир Зеленський разом із першою леді й командою провели предметні переговори з Премʼєр-міністром Марком Рютте. Головне питання – F-16 для України. |
| Данія             | Гадерслев           | 20—21 серпня  | Зустрічі з Премʼєр-міністром Метте Фредеріксен, із королівською родиною, із лідерами партій, членами Фолькетингу та представниками данського бізнесу. |
| Греція            | Атени               | 21—22 серпня  | Володимир Зеленський взяв участьу саміті Україна—Балкани. |
| США               | Нью-Йорк, Вашингтон | 18—21 вересня | У Нью-Йорку Генеральна Асамблея ООН, Саміт цілей сталого розвитку, Рада Безпеки. У Вашингтоні переговори з Президентом США, з лідерами палат і партій Конгресу, з військовим керівництвом. |
| Канада            | Оттава, Торонто     | 22—23 вересня | Президент Зеленський та перша леді прибули до Канади. В аеропорту їх зустрів прем’єр Трюдо. В Оттаві президент України виступить перед канадським парламентом і зустрінеться з лідерами бізнесу. |
| Польща            | Люблін              | 23 вересня    | Володимир Зеленський відзначив в зусилля громадян Польщі, волонтерів, небайдужих сердець. |
| Іспанія           | Гранада             | 5 жовтня      | Участь у саміті Європейської політичної спільноти. |
| Румунія           | Бухарест            | 10 жовтня     | Зустріч з Президентом Клаусом Йоганнісом, Прем'єр-міністром Марчелом Чолаку, головою Сенату Ніколає Чуке та головою Палати депутатів Альфред Сімоніс (в. о.) |
| Бельгія           | Брюссель            | 11 жовтня     | Президент Зеленський вперше офлайн взяв участь у засіданні формату «Рамштайн». Провів зустрічі з Генеральним секретарем Альянсу Єнсом Столтенбергом та Прем'єр-міністром Бельгії Александром Де Кроо. |
| Кабо-Верде        | Сал                 | 9 грудня      | По дорозі до Аргентини Зеленський зустрівся з прем’єр-міністром Кабо-Верде Уліссеш Коррея-і-Сілва. |
| Аргентина         | Буенос-Айрес        | 10 грудня     | Президент Зеленський прилетів до Аргентини для участі в інавгурації новообраного президента Мілея. |
| США               | Вашингтон           | 11—12 грудня  | Третій візит до США з початку повномасштабного російського вторгнення. Українсько-американські відносини. |
| Норвегія          | Осло                | 13 грудня     | У рамках візиту Зеленський зустрівся із Королем Гаральдом V, прем'єр-міністером Йонасом Гар Стьоре, а також із прем'єр-міністром Швеції Ульфом Крістерссоном, президентом Фінляндії Саулі Нііністьо, прем'єр-міністеркою Данії Метте Фредеріксен та прем'єр-міністеркою Ісландії Катрин Якобсдоттір.                                                                                  |
| Німеччина         | Вісбаден            | 14 грудня     | Візит до німецького Вісбадена, де Президент відвідав командування армії США у Європі. |

## 2024
| Країна            | Місце                             | Дати          | Інформація |
| ----------------- | --------------------------------- | ------------- | --- |
| Литва             | Вільнюс                           | 10 січня      | Українсько-литовські відносини. |
| Естонія           | Таллінн                           | 11 січня      | Українсько-естонські відносини. |
| Латвія            | Рига                              | 11 січня      | Українсько-латвійські відносини. |
| Швейцарія         | Берн, Давос                       | 15—17 січня   | У межах візиту Президент зустрівся з головами обох палат парламенту, лідерами партій та Президенткою Швейцарії, взяв участь у Всесвітньому економічному форумі та провів низку двосторонніх зустрічей. |
| Німеччина         | Берлін                            | 16 лютого     | Зустріч з Олафом Шольцом та Франком-Вальтером Штайнмаєром. Підписання Угоди про співробітництво у сфері безпеки та довгострокову підтримку між Україною та Німеччиною. |
| Франція           | Париж                             | 16 лютого     | Зустріч з Емманюелем Макроном. Підписання Угоди про співробітництво у сфері безпеки та довгострокову підтримку між Україною та Францією. |
| Німеччина         | Мюнхен                            | 17 лютого     | Глава Української держави виступив на головній сцені Мюнхенської безпекової конференції, а також провів низку двосторонніх зустрічей на її полях. |
| Саудівська Аравія | Ер-Ріяд                           | 27 лютого     | Володимир Зеленський провів зустріч зі Спадкоємним принцом, Прем’єр-міністром Саудівської Аравії Мухаммадом бін Салманом аль Саудом. |
| Албанія           | Тирана                            | 28 лютого     | Президент України взяв участь у саміті «Україна — Південно-Східна Європа». |
| Туреччина         | Стамбул                           | 8 березня     | Глава України обговорив із президентом Туреччини Реджепом Ердоганом російсько-українську війну, "зернову угоду", перспективи миру в регіоні та зміцнення двосторонніх відносин. |
| Литва             | Вільнюс                           | 11 квітня     | Президент прибув до Литви для участі в саміті Триморʼя. |
| Іспанія           | Мадрид                            | 27 травня     | Український лідер зустрівся з очільником іспанського уряду Педро Санчесом. Згодом Зеленського та Педро Санчеса в Королівському палаці приймав король Іспанії Феліпе VI. |
| Бельгія           | Брюссель                          | 28 травня     | Володимир Зеленський провів зустріч з прем'єр-міністром Александром Де Кроо та королем Філіпом І. |
| Португалія        | Лісабон                           | 28 травня     | Президент Зеленський увечері 28 травня прибув до Португалії, де зустрівся з керівництвом цієї країни. |
| Швеція            | Стокгольм                         | 31 травня     | Зустрічі з Прем’єр-міністром Швеції Ульфом Крістерссоном, Президентом Фінляндії Александром Стуббом, Прем’єр-міністеркою Данії Метте Фредеріксен, Прем’єр-міністром Норвегії Йонасом Гаром Стере, Прем’єр-міністром Ісландії Бʼярні Бенедіктссоном, Королем Швеції Карлом XVI і представниками оборонних компаній. |
| Сінгапур          | Сінгапур                          | 1—2 червня    | Зустрічі з Прем’єр-міністром Сінгапуру , Президентом східного Тимору та Сінгапуру, а також участь у безпековій конференції. |
| Філіппіни         | Маніла                            | 3 червня      | Вперше в історії двосторонніх відносин відбувся візит Президента України до Філіппін. |
| Катар             | Доха                              | 5 червня      | Переговори з шейхом Тамім бін Хамадом Аль Тані. |
| Франція           | Нормандія, Париж                  | 6—7 червня    | Зеленський взяв участь у заходах, присвячених Дню висадки союзників в Нормандії під час Другої світової війни. |
| Німеччина         | Берлін                            | 11 червня     | Президент прибув до Німеччини для участі в Конференції з відновлення України та переговорів із Федеральним канцлером Олафом Шольцом. |
| Саудівська Аравія | Джидда                            | 12 червня     | Володимир Зеленський провів зустріч зі Спадкоємним принцом, Прем’єр-міністром Саудівської Аравії Мухаммадом бін Салманом аль Саудом. |
| Італія            | Фазано                            | 13—14 червня  | Участь у саміті G7. |
| Швейцарія         | Бюрґеншток                        | 14—16 червня  | Участь у Глобальному саміті миру. |
| Бельгія           | Брюссель                          | 27 червня     | Володимир Зеленський взяв участь у засіданні Європейської ради. |
| Польща            | Варшава                           | 8 липня       | У рамках візиту Зеленський зустрівся з президентом Польщі Анджеєм Дудою та прем'єр-міністром Дональдом Туском. |
| США               | Вашингтон                         | 9—13 липня    | Участь у саміті НАТО. |
| Ірландія          | Шеннон                            | 13 липня      | Президент зустрівся з прем'єр-міністром Ірландії Саймоном Гаррісом в аероорту Шеннон. |
| Велика Британія   | Вудсток, Лондон                   | 18—19 липня   | Володимир Зеленський візьме участь у саміті Європейської політичної спільноти. |
| Німеччина         | Рамштайн-Мізенбах                 | 6 вересня     | Президент Володимир Зеленський взяв участь у засіданні Контактної групи з питань оборони України. |
| Італія            | Мілан                             | 6—7 вересня   | Президент прийняв участьу міжнародному економічному форумі «Амброзетті», |
| США               | Пенсільванія, Нью-Йорк, Вашингтон | 22—27 вересня | Участь у генасамблеї ООН. |
| Хорватія          | Дубровник                         | 9 жовтня      | Президент України взяв участь у саміті «Україна — Південно-Східна Європа». |
| Велика Британія   | Лондон                            | 10 жовтня     | Зустріч з Прем'єр-міністром Великої Британії Кіром Стармером. |
| Франція           | Париж                             | 10 жовтня     | Зустріч з Президентом Франції Емманюелем Макроном. |
| Італія            | Рим                               | 10 жовтня     | Зустріч із Головою Ради міністрів Італії Джорджею Мелоні. |
| Ватикан           | Ватикан                           | 11 жовтня     | Зустріч з Папою Римським. |
| Німеччина         | Берлін                            | 11 жовтня     | Зустріч з Канцлером Німеччини Олафом Шольцом та Президентом Німеччини Франком-Вальтером Штайнмаєром. |
| Бельгія           | Брюссель                          | 17 жовтня     | На засіданні Європейської ради очільник України представив план перемоги. |
| Ісландія          | Рейк'явік                         | 28 жовтня     | Участь у політичному саміті країн Північної Європи. |
| Угорщина          | Будапешт                          | 7 листопада   | Участь в П’ятому саміті Європейської політичної спільноти. |
| Франція           | Париж                             | 7 грудня      | Володимира Зеленського відвідав у Парижі церемонію відкриття собору Нотр-Дам. Зустріч з Президентом Франції Емманюелем Макроном та обраним президентом США Дональдом Трампом. |
| Бельгія           | Брюссель                          | 18—19 грудня  | Володимир Зеленський відвідав Брюссель для переговорів із європейськими лідерами щодо військової підтримки України, захисту енергетичної інфраструктури та подальшої співпраці з ЄС і НАТО. |

## 2025
| Країна            | Місце            | Дати          | Інформація |
| ----------------- | ---------------- | ------------- | --- |
| Німеччина         | Рамштайн         | 9 січня       | Президент України Володимир Зеленський здійснив робочий візит до Німеччини для участі в засіданні Контактної групи з питань оборони України у форматі «Рамштайн». |
| Італія            | Рим              | 9—10 січня    | |
| Польща            | Варшава          | 15 січня      | Зустріч з прем'єром Польщі Дональдом Туском |
| Швейцарія         | Давос            | 20-24 січня   | |
| Польща            | Освенцим, Люблін | 27 січня      | |
| Німеччина         | Мюнхен           | 14—16 лютого  | |
| ОАЕ               | Абу-Дабі         | 17 лютого     | |
| Туреччина         | Анкара           | 18 лютого     | |
| Ірландія          | Шеннон           | 27 лютого     | |
| США               | Вашингтон        | 28 лютого     | Зустріч з Президентом США Дональдом Трампом та його адміністрацією у Білому домі. |
| Велика Британія   | Лондон           | 1—2 березня   | |
| Бельгія           | Брюссель         | 6 березня     | |
| Саудівська Аравія | Джидда           | 10 березня    | |
| Фінляндія         | Гельсінкі        | 18—19 березня | |
| Норвегія          | Осло             | 20 березня    | |
| Франція           | Париж            | 26—27 березня | |
| ПАР               | Йоганнесбург     | 24 квітня     | |
| Ватикан           | Ватикан          | 26 квітня     | |
| Італія            | Рим              | 26 квітня     | |
| Чехія             | Прага            | 5—6 травня    | |
| Туреччина         | Анкара           | 15 травня     | |
| Албанія           | Тирана           | 16 травня     | |
| Італія            | Рим              | 17 травня     | |
| Ватикан           | Ватикан          | 18 травня     | |
| Німеччина         | Берлін           | 28 травня     | |
| Литва             | Вільнюс          | 2 червня      | |
| Австрія           | Відень           | 16 червня     | |
| Канада            | Альберта         | 17 червня     | |
| Велика Британія   | Лондон           | 23 червня     | |
| Нідерланди        | Гаага            | 24-25 червня  | |
| Франція           | Страсбург        | 25 червня     | |
| Данія             | Копенгаген       | 3 липня       | |
| Італія            | Рим              | 9-11 липня    | |
| Німеччина         | Берлін           | 13 серпня     | |
| Велика Британія   | Лондон           | 14 серпня     | |
| Бельгія           | Брюссель         | 17 серпня     | |
| США               | Вашингтон        | 18 серпня     | Зустрівся з президентом Дональдом Трампом, а також з президентом Європейського Союзу Урсулою фон дер Ляєн, прем'єр-міністром Великої Британії Кіром Стармером, прем'єр-міністром Італії Джорджією Мелоні, канцлером Німеччини Фрідріхом Мерцем, президентом Фінляндії Александром Стуббом та президентом Франції Еммануелем Макроном. |

## Зустрічі у багатосторонньому форматі
| Генеральна Асамблея ООН | Вересень, Нью-Йорк         | Вересень, Нью-Йорк         | Вересень, Нью-Йорк                   | Вересень, Нью-Йорк             | Вересень, Нью-Йорк                       | Вересень, Нью-Йорк                     |
| НАТО | 3–4 грудня, Лондон         | немає події                | 14 червня, Брюссель                  | 24 березня, Брюссель           | 11-12 липня, Вільнюс                     | 9-11 липня, Вашингтон                  |
| НАТО | 3–4 грудня, Лондон         | немає події                | 14 червня, Брюссель                  | 29–30 червня, Мадрид           | 11-12 липня, Вільнюс                     | 9-11 липня, Вашингтон                  |
| Україна — ЄС | 8 липня, Київ              | 6 жовтня, Брюссель         | 12 жовтня, Київ                      | немає події                    | 3 лютого, Київ                           | немає події                            |
| Східне партнерство | немає події                | немає події                | 15 грудня, Брюссель                  | немає події                    | немає події                              | немає події                            |
| Мюнхенська конференція з безпеки |                            | 14—15 лютого, Мюнхен       | 19 лютого, (відеоконференція) Мюнхен | 19 лютого, Мюнхен              | 17–19 лютого, Мюнхен                     | 17 лютого, Мюнхен                      |
| Європейська політична спільнота | не був започаткований      | не був започаткований      | не був започаткований                | 6–7 жовтня, Прага              | 1 червня, Булбоака                       | 18 липня, Бленгеймський палац, Вудсток |
| Європейська політична спільнота | не був започаткований      | не був започаткований      | не був започаткований                | 6–7 жовтня, Прага              | 5 жовтня, Гранада                        | 7 листопада, Будапешт                  |
| ІНШЕ |                            |                            |                                      | G7, 26-28 червня, Замок Ельмау | Ліга арабських держав, 19 травня, Джидда |                                        |
| ІНШЕ | G20, 15—16 листопада, Балі | G7, 19–21 травня, Хіросіма |                                      |                                |                                          |                                        |
| ██ = Був присутній через відеозв'язок; ██ = Не був запрошений, або не відвідав; ██ = Майбутня подія; ██ = Ще не вступив на посаду Президента;██ = Немає події |                            |                            |                                      |                                |                                          |                                        |